# Drosophila tuchaua
Drosophila tuchaua är en tvåvingeart som beskrevs av Crodowaldo Pavan 1950. Drosophila tuchaua ingår i släktet Drosophila och familjen daggflugor.
Artens utbredningsområde täcker Brasilien och Mexiko.